# Pietro Bonaventuri
Pietro Bonaventuri (Firenze, ... – Firenze, 1572) era un fiorentino noto per essere stato il primo marito di Bianca Cappello.

## Biografia
Dopo averla conosciuta a Venezia, dove si trovava come banchiere per la famiglia Salviati, fuggì con lei che aveva solo 15 anni a Firenze (1563) senza il consenso dei suoi genitori, e la sposò nel 1564. È abbastanza chiaro che egli circuì la nobildonna con l'inganno, spacciandosi per il rampollo di un'importante famiglia fiorentina e intascando i gioielli della sua ricca dote. La coppia ebbe una figlia, Pellegrina, che sposò Ulisse Bentivoglio Manzoli (?-1618), figlio di Alessandro Bentivoglio e Isotta Manzoli.
A niente valsero le richieste ufficiali per far tornare Bianca a Venezia, grazie alla protezione della coppia da parte del granduca di Toscana Cosimo I de' Medici.
Presto Bianca conobbe però Francesco I de' Medici, già granduca dopo l'abdicazione del padre e tra i due nacque una storia d'amore clandestina, con il marito Pietro compiacente perché poté ottenere un lavoro alla corte granducale come intendente e migliorare il proprio tenore di vita, fino ad allora piuttosto modesto.
Consolandosi con altre donne e con una vita sregolata, fu trovato ucciso in via del Presto di San Martino una mattina nel 1572, colpito a morte da alcuni sicari, forse mandati dai parenti della moglie o spinti da un'altra losca attività nella quale poteva essere rimasto coinvolto. Non mancarono i sospetti che il mandante fosse lo stesso Granduca.
Bianca si sposò con Francesco dopo che anche lui rimase vedovo nel 1578.